# Heerlijkheid Grasburg

Wapen van de heerlijkheid Grasburg

De heerlijkheid Grasburg was een van 1423 tot 1798 een Gemeine Herrschaft van de kantons Bern en Fribourg binnen het Oude Eedgenootschap ten zuiden van de stad Bern en Fribourg. Tegenwoordig ligt het district Schwarzenburg in het kanton Bern

## Geschiedenis
De naam van de heerlijkheid is afkomstig van de burcht Grasburg in het territorium van de huidige gemeende Wahlern. De naam van de heerlijkheid wordt vaak met Schwarzenburg verward. De verwarring komt door de voormalige rijksstad Grasburg die van 1423 tot 1575 een voogdij die daarna vanwege hoge onderhoudskosten uitgestoten werd. Het dorp Schwarzenburg werd ondergebracht in een nieuwe voogdij.
De heerlijkheid en de rijksstad Grasburg waren oude rijkslenen die in de vroege middeleeuwen in de handen van de graven van Kyburg kwamen. Na het uitsterven van de graven van Kyburg werd Grasburg bestuurd door de Habsburgers. In 1310 werd Grasburg in handen van de hertogen van Savoye verpand, waardoor ze burgers van de stad Freiburg werden. In 1423 verkocht Savoye de heerlijkheid aan Bern en Fribourg, die met een kleine onderbreking van 1448 tot 1455 toen Freiburg zich verzaakte zijn voogdijschap, het gebied als een Gemeinde Herrschaft bestuurden. Door de invloed van Bern werd na 1526 in 1526 de Reformatie in Grasburg doorgevoerd. Na de opheffing van het Oude Eedgenootschap en het ontstaan van de Helvetische Republiek in 1798 Grasbug bij het kanton Bern.